# Прислих
Прислих (нем. Prislich) — община в Германии, в земле Мекленбург — Передняя Померания.
Входит в состав района Людвигслуст. Подчиняется управлению Грабов.  Население составляет 756 человек (на 31 декабря 2010 года). Занимает площадь 29,14 км².
Коммуна подразделяется на три сельских округа.